# 劉奇葆
劉 奇葆（りゅう きほう、リウ チィバオ、1953年1月 - ）は、中華人民共和国の政治家。第18期中国共産党中央政治局委員、党中央書記処書記、党中央宣伝部長。
安徽師範大学歴史学系を卒業後、吉林大学で経済学修士号取得。1971年12月に中国共産党に入党。
第16期中央候補委員、第17期中央委員。元広西チワン族自治区党委員会書記。

## 初期の経歴
安徽省宿松県の長江北岸近くの村に、4人兄弟の2番目として生まれた。中学卒業後は故郷で農業に従事し、人民公社で生産隊指導員、大隊党支部委員、団支部書記を務めた。その後、党組織の推薦を得て安徽師範大学に入学し、「工農兵学員」（労働者農民兵士である学生）となった。1974年に卒業後、安徽省党委機関に所属し、省党委宣伝部理論研究室に配属、のち省党委弁公庁秘書処で省党委書記の万里の秘書として働いた。

## 職歴
1980年に万里が党中央に異動した後は、中国共産主義青年団安徽省委員会に配属され、早い出世で、共青団省委宣伝副部長、宣伝部長、共青団省委副書記、書記を歴任し、1984年2月には31歳で宿州市党委副書記兼市長に就任した。1985年11月、共青団中央に異動し共青団中央書記処書記兼機関党委書記に就任、宋徳福、劉延東、李克強、李源潮らと同僚になった。このことにより、劉奇葆も「団派」の一員であると目されている。
1993年に共青団を離れ、「人民日報」社副総編集に就任。1年後、羅幹秘書長時代の国務院に採用され、国務院副秘書長兼国務院情報化領導小組副組長、党中央精神文明弁公室副主任となり、羅幹およびその後任の王忠禹両秘書長を補佐した。
2000年9月、広西チワン族自治区党委副書記兼自治区党校校長に転出し、2006年6月に自治区党委書記、2007年1月には自治区人民代表大会常務委員会主任に当選した。2007年11月、中国共産党四川省委員会書記に転じ、2008年1月より四川省人民代表大会常務委員会主任を兼任した。
2012年11月15日に招集された第18期中央委員会第一全体会議で、中央政治局委員、中央書記処書記に昇格し、中国指導部の一員となった。11月21日に党中央宣伝部部長に就任した。